# Конвой №4125
Конвой № 4125 — японський конвой часів Другої світової війни, проведення якого відбувалось у листопаді — грудні 1943-го.
Вихідним пунктом конвою був атол Трук у центральній частині Каролінських островів, де ще до війни створили потужну базу японського ВМФ, з якої до лютого 1944-го провадились операції у цілому ряді архіпелагів. Пунктом призначення став розташований у Токійській затоці порт Йокосука, що під час війни був обраний як базовий для логістики Труку.
До складу конвою увійшов лише один транспорт «Тамасіма-Мару» (Tamashima Maru) під охороною кайбокана (фрегата) «Окі».
Загін вийшов у море 25 листопада 1943-го. Його маршрут пролягав через кілька традиційних районів патрулювання американських підводних човнів, які зазвичай діяли на підходах до Труку, біля Маріанських островів, островів Огасавара та поблизу східного узбережжя Японського архіпелагу. Втім, у підсумку проходження конвою № 4125 відбулось успішно і 3 грудня він без втрат досягнув Йокосуки.